# Amt Monheim (Herzogtum Berg)
Das Amt Monheim gehörte zu den altbergischen Ämtern des Herzogtums Berg und war Gerichts- und Verwaltungssitz für die Freiheit Monheim und die zugehörigen damaligen Ortschaften Hitdorf, Rheindorf, Reusrath, Richrath, Himmelgeist, Bilk, Wersten, Itter und Hamm. 
1666 schied Richrath aus dem Amt Monheim aus und wurde eine eigenständige Herrschaft mit eigener Gerichtsbarkeit, Jagdberechtigung, Abgaben- und Nutzungsrechten.
Nach Gründung des Großherzogtums Berg durch Napoleon 1806 wurde das Amt Monheim nach fast 550-jährigem Bestehen aufgelöst.

## Amtmänner
Folgende Amtmänner sind urkundlich belegt:
- 1257–1266: Gottschalk, officialis de Munheim/ Vogt von Monheim
- 1305–1322: Heinrich Smende, advocatus in Munheym
- 1335: Gerhard, advocatus de Munhem
- 1358–1362: Konrad von Eller, amtman ind vayt zu Munheym
- 1382–1383: Johann von Bilk, Amtmann zu Monheim
- 1635–1637: Dietrich von der Horst
- 1638–1661: Johann von Lüningk